# Corsario (personaje)
El Corsario (Christopher Summers) o como es conocido en español Corsario, es un superhéroe de los cómics del Universo Marvel, líder de los Starjammers y padre de los mutantes Cíclope, Havok y Vulcan. Su primera aparición tiene lugar en (Uncanny) X-Men #104 en (1977).

## Historia

### Abducción
Durante un vuelo que Christopher se encontraba realizando por Alaska en compañía de su esposa Katherine y sus dos hijos Scott y Alex, el avión en el que viajaban es atacado por una nave Shi'ar que se encontraba en una misión de exploración en la Tierra. El ataque ocasionó que la nave se incendiara, Katherine incapaz de encontrar más de un paracaídas puso a Scott y Alex en él y los empujó fuera del avión, con la esperanza de salvarlos. Logrando los hermanos escapar del alcance de los Shi'ar.
Christopher y su esposa fueron teletransportados a bordo de la nave Shi'ar y llevados al planeta del trono del imperio Shi'ar Chandilar. Christopher fue separado de su esposa y encerrado. Logrando escapar llega a tiempo para descubrir al emperador D'ken intentando violar a su esposa. D'ken responde a la interrupción matando a Katherine frente a sus ojos y enviando a Christopher a las Fosas de Esclavos de Alsibar donde criminales y prisioneros políticos eran enviados por D'ken.
Al momento de su asesinato Katherine estaba en una fase temprana del embarazo Gabriel Summers (Vulcan), D'ken extrajo al feto y los incubo para terminar su desarrollo, sin que Christopher tuviera conocimiento de esto.

### Starjammers
En las fosas, Christopher conoce cuatro extraterrestres que habían sido arrestados por crímenes en contra del Imperio Shi'ar.
- Ch'od un Saurid.
- Cr+eee un Lupin.
- Hepzibah un Mephitisoid a quien Summers le dio ese nombre ya que el verdadero era impronunciable para aquellos que no pertenecían a su especie.
- Raza un Cyborg Shi'ar.

Juntos roban una nave a la que nombran Starjammer y logran escapar. Es así como toman el nombre de Starjammers.
El grupo comienza actos de piratería en contra del Imperio Shi'ar, para así tomar venganza por lo que les habían hecho teniendo cuidado de no lastimar a personas inocentes. Los Starjammers pronto empezaron a ser perseguidos por el imperio.
El primer encuentro entre los Starjammers y los X-Men se dio cuando unieron fuerzas para combatir a la Imperial Guard que servía al emperador D'ken. Durante estos hechos Jean Grey en esos momentos poseída por la entidad cósmica llamada Phoenix al verificar con sus poderes telepáticos a Corsario averigua que él es el padre de Cyclops. A petición de Corsario, Phoenix se ve obligada a guardar el secreto. A pesar de esto eventualmente Scott y Alex (Havok) averiguan quien es Corsario.
La princesa Shi'ar Lilandra una vez que es nombrada emperatriz hace que cese la persecución hacia los Starjammers. Sin embargo de nueva cuenta se vuelven fugitivos cuando Deathbird alcanza el trono Shi'ar. Esto ocasiona que Lilandra se una a los Starjammers oponiéndose al reinado tiránico de su hermana, logrando recuperar el trono después de un intento fallido de invasión por parte de los Skrull.
Los Starjammers ayudan a Lilandra durante la guerra que se desata en contra del Imperio Kree, ocasionando un enfrentamiento con los Avengers donde además son contratados por Lilandra para capturar a la traidora Cerise. 
Eventualmente los Starjammers rompen relaciones con los Shi'ar al descubrir el trato que se les daba a los Kree. Los Starjammers se alían con un grupo de mundos neutrales llamados los Clench quienes los proveyeron de un nuevo navegante Keeyah. Durante una misión de rescate ellos descubren una nave que pertenecía a los alíen Uncreated la cual era una raza de ateos militares que tenían la intención de destruir cualquier cultura que practique alguna religión. Viendo a los Shi'ar como el menor de los dos males, Corsario escoge detener a los Uncreated, con lo cual obtuvieron el perdón de Lilandra de todos sus crímenes.

### Emperador Vulcan
Como consecuencia de los hechos ocurridos durante Deadly Genesis, Vulcan el tercer hermano Summers e hijo de Cosair busca revancha en contra de los Shi'ar. Durante el enfrentamiento final donde se luchaba por el control del Imperio Shi'ar se enfrentan las dos facciones: una conformada por D'Ken, Deathbird, Vulcan y la Imperial Guard, y la otra formada por los X-Men, los Starjammers y Lilandra.
En el punto culminante del enfrentamiento Vulcan asesina a Corsario quien intentaba hacer entrar en razón a su hijo.

## Otras versiones

### Era de Apocalipsis
En la Era de Apocalipsis, Corsario de la misma forma que en el Universo Marvel fue abducido por los Shi'ar, pero en esta línea temporal no logra escapar. La nave en la cual era mantenido captivo fue infestada por los Brood, finalmente logra escapar solo para descubrirse que ha sido infectado. Cuando logra regresar a la tierra es capturado por siniestro, siniestro lo entrega a dark beast, quien experimentaría con el por años. Corsario logra escapar, para ser asesinado por su hijo Cyclops después de transformarse en una Brood Queen.

### Versión Ultimate
Corsario es mencionado en la historia Sinister de Ultimate X-Men, pero no como una persona. En su lugar es mencionado como un mundo ficticio que Cyclops crea después de ver Star Wars. Nick Fury menciona que sirvió junto con el padre de Cyclops en la Guerra del Golfo.

## Números Relevantes
- Uncanny X-Men #486 (2007): Es asesinado por Vulcan.

## Otros Medios

### Televisión
- Corsario aparece en la primera serie de animación de los X-Men, dentro de la serie cumple con el mismo rol al estar basada en los sucesos del cómic.

### Videojuegos
- Corsario aparece en el videojuego Marvel Ultimate Alliance ayudando a los héroes a penetrar en el Imperio Shi'ar para que liberen a Lilandra Neramani.